# Finlands historie
Finlands historie strækker sig fra den tid, hvor det landområde, der nu udgør Finland, først blev beboet og til nutiden. De første spor af mennesker i Finland stammer fra perioden efter den seneste istid omkring 8500 f.Kr. Størstedelen af området var fra det 13. århundrede til 1809 en del af det svenske kongerige, indtil det blev erobret af det russiske kejserrige, som gjorde området til et autonomt storfyrstendømme. Op gennem det 19. århundrede opstod der en stadig stærkere nationalfølelse i Finland med fokus på finske kulturelle traditioner herunder musik og det finske sprog, der fremtræder meget anderledes end de store sprog i den del af Europa. Under en voldsom hungersnød i 1860'erne omkom omkring 15 % af landets befolkning, hvilket medførte nedsatte økonomiske krav fra russisk side, men gav også anledning til en udvandringsbølge.
I 1917 erklærede Finland sig uafhængigt. Umiddelbart herefter rasede den finske borgerkrig mellem de røde og de hvide nogle måneder og resulterede i sejr til de hvide. Efter at landets interne forhold var blevet stabiliseret, fulgte en økonomisk opblomstring for det på det tidspunkt overvejende landbrugsprægede land. Internationalt orienterede Finland sig mod Vesten, især Sverige og Storbritannien, mens der var spændinger i forhold til Sovjetunionen. Under anden verdenskrig medførte det to krige mellem Finland og Sovjetunionen, der endte med finsk nederlag og afgivelsen af nogle landområder, primært Karelen, til Sovjetunionen. Finland fortsatte i efterkrigstiden som uafhængig stat og var på grund af sin geografiske placering tvunget til at holde sig neutralt under den kolde krig, men var i et vist omfang bundet af krav fra den store nabo mod øst; dette forhold er siden blevet betegnet som finlandisering og bruges generelt om det forhold, at en stats underordning under en magtfuld nabostat.
I det seneste halve århundrede har Finland oplevet en rivende økonomisk udvikling, der først medførte en i forhold til andre vesteuropæiske lande sen industrialisering, som i de seneste par årtier er ved at blive fortrængt af servicefag. Landet har efterhånden opnået en status som et af verdens mest velstående lande, der blandt andet har udnyttet velstanden til at skabe et af verdens mest omfattende velfærdsstater. De senere år har landet i lighed med de fleste af de øvrige rige lande været ramt af økonomiske kriser, der har medført behov for justeringer i velfærden. Finland blev i 1995 optaget i EU og i NATO i 2023.

## Forhistorisk tid

### Ældste stenalder
Inden for de allerseneste år har der været foretaget nogle arkæologiske udgravninger i Ulvegrotten ved Kristinestad, Österbotten, og her er der fundet genstande, der tilsyneladende udvider den finske historie betragteligt i forhold til den hidtidige opfattelse. Fundene har afsløret en neanderthal-bosættelse, som kan være op imod 125.000 år gammel. Der er i givet fald tale om de ældste spor af mennesker i Finland samt desuden det hidtil eneste fund efter neanderthal-mennesker i Norden.

### Ældre stenalder
De tidligste spor af den moderne mennesketype i det område, der nu kendes som Finland, stammer fra omkring 8500 f.Kr. i ældre stenalder, da isen havde trukket sig tilbage efter den sidste istid. Der var sandsynligvis tale om jægere og samlere, og de fund, man har fra den tid, beskrives som henholdsvis Suomusjärvikulturen og Kundakulturen. Blandt genstandene herfra er Antrea-nettet, der er et af de ældste fiskenet, der nogensinde er fundet. Det er ved kulstof 14-datering bestemt til at stamme fra omkring 8300 f.Kr. De fundne genstande har samme karakteristiske træk, som man finder hos tilsvarende genstande fundet i Estland, Rusland og Norge.

### Yngre stenalder
De første eksempler på potteskår stammer fra 5200 f.Kr., hvor den kamkeramiske kultur var ved at tage form. På dette tidspunkt levede man fortsat i overvejende grad af jagt og fiskeri. I denne periode blev der efterhånden byttet en del varer hen over Finland og det østlige Europa. For eksempel er man blandt fund i Finland stødt på flint fra Skandinavien og Valdajhøjderne i Rusland, rav fra Skandinavien og de baltiske kyster og skifer fra Skandinavien og Onega, mens asbest og fedtsten fra fx Saimaa er fundet uden for det finske område. Der er fundet klippemalerier, tilsyneladende med forbindelse til shamanitiske eller totembaserede trossystemer, i det østlige Finland, fx i Astuvansalmi.
Fra omkring 3200 f.Kr. skete der et skift med rod i områderne syd for Finske Bugt, enten i form af immigration eller stærk kulturel indflydelse. Der var tale om enkeltgravskulturen, der etablerede sig i de sydvestlige, kystnære dele af Finland. Denne kultur praktiserede landbrug og husdyrhold i andre geografiske områder, men der er ikke tegn på landbrug i Finland før i det 2. årtusind f.Kr. Også efter landbrugets indførelse fortsatte jagt og fiskeri med at vigtige i en periode med langsomt øget velstand.
Efterhånden blandede stridsøksekulturen sig med den kamkeramiske kultur og blev fra omkring 2300 f.Kr. til Kiukainenkulturen, der basalt set er en kamkeramisk kultur med elementer fra snorekeramisk kultur (en anden betegnelse for stridsøksekulturen).

### Bronzealder
Bronzealderen begyndte omkring 1500 f.Kr., og de kystnære områder var her del af en nordisk bronzekultur, mens områderne længere inde i landet i højere grad var påvirket af bronzekulturer fra det nordlige og østlige Rusland.

### Kronologi for de finsk-ugriske, finske, indoeuropæiske og germanske sprog i Finland
Spørgsmålet om dateringer i forbindelse med udvikling og udbredelse af de moderne sprog er kontroversielt, og der kommer konstant nye teorier, der udfordrer de eksisterende på området.
Ifølge de nyeste teorier af en vis udbredelse blev finsk-ugriske (eller uralske) sprog først talt i Finland og de tilstødende områder i den kamkeramiske periode, senest omkring 4000 f.Kr. I løbet af det 2. årtusind f.Kr. udviklede disse sprog sig – muligvis under indoeuropæisk eller måske nærmere baltisk indflydelse – til protosamisk (inde i landet) og proto(baltisk)finsk (ved kysten). Imidlertid er der i stigende grad blevet stillet spørgsmålstegn ved denne teori blandt sammenlignende lingvister. I stedet er det foreslået, at de finsk-ugriske sprog ankom til Finland senere, måske først i jernalderen. Det finske sprog menes at have begyndt at vise eget præg i løbet af jernalderen fra omkring det 1. århundrede e.Kr. og fremad.
Man kan finde kulturel indflydelse fra alle verdenshjørner i de arkæologiske fund i Finland helt fra de første bosættelser. For eksempel har fund i Finsk Lapland peget på tilstedeværelsen af Komsakulturen. Fund i Sujala er nogenlunde fra samme tid som de tidligste Komsa-genstande fundet i Norge, men de kan også antyde en forbindelse til Ŝwidrykulturen i området ved den sydøstlige del af Østersøen. Sydvestfinland tilhørte den nordiske bronzealder, hvilket kan kobles til indoeuropæiske sprog og ifølge den finske germanist Jorma Koivulehto ikke mindst til folk, der talte urgermanske sprog. Fund fra Uusikaupunki og Satakunta, der i lang tid kun har haft befolkninger, der udelukkende talte finsk, samt stednavne herfra har fået flere forskere til at argumentere for eksistensen af en urgermansk-talende befolkning lidt senere, i den tidlige og mellemste del af jernalderen. Norrønt-talende folk bosatte sig i dele af Finlands kyster i det 12. og 13. århundrede. I det 13. århundrede afveg svensk fra de østlige norrøne dialekter. I århundrederne der efter, hvor svenskerne regerede over Finland, oplevede man flere bølger af bosættelser af svenskere i Finland.

### Jernalderen
Jernalderen i Finland regnes normalt for at strække sig fra cirka 500 f.Kr. til omkring 1150 e.Kr., da den svenske erobring af landet var gennemført, og den skrevne historie begyndte i forbindelse med overgangen til middelalderen. Der er ikke tegn på skrift i Finland, hverken runer eller andre former, før den svenske erobring, og al viden om den finske historie før svenskernes ankomst kender man kun via arkæologiske udgravninger samt enkelte optegnelser fra udefra kommende i samtiden.
De tre hoveddialekter af de finske sprog, almindelig finsk, tavastisk og karelsk, opstod sandsynligvis i jernalderen. Arkæologiske fund fra Ålandsøerne fra den periode har en mere tydelig svensk karakter end i resten af landet, hvilket kan antyde bosættelser af folk fra Skandinavien.
De tidligste fund af importerede jernklinger og lokalt forarbejdede jerngenstande stammer fra omkring 500 f.Kr. Fra omkring 50 e.Kr. er der indikationer af mere intens bytning af varer fra kystområderne med områder fjernt fra landet. Indbyggerne byttede deres lokale produkter, sandsynligvis ting som pelsværk for våben og smykker med folk fra Baltikum og Skandinavien samt med folk, der boede langs de oprindelige østlige handelsruter. Eksistensen af grave med mange specielle genstande, især våben, antyder, at der var en herskergruppe af høvdinge mod syd og vest i landet. Højdeborge spredte sig over det meste af Sydfinland i slutningen af jernalderen og begyndelsen af middelalderen. Der findes ingen bredt anerkendte beviser på tidlige statsdannelser fra den periode, og der er sået tvivl om, at egentlig bydannelse skulle være indledt i jernalderen.
Fra begyndelsen af jernalderen støder man for første gang på et ord, der ligner "finner" på skrift. Det er Tacitus, der som den første nævner ordet "fenni" i sin bog Germania. Der er dog uklart, om dette ord har forbindelse til det finske folk. De første skandinaviske dokumenter, der nævner et "finnernes land" er to runesten: En i Söderby i Estland, hvor man finder inskriptionen "finlont", samt en på Gotland med inskriptionen "finlandi" – begge sten fra det 11. århundrede.

## Middelalderen
Kontakten mellem Sverige og det, der nu er Finland, var ganske omfattende, også i førkristen tid. Finnerne kendte vikingerne for både handel og plyndringer. Der er almindeligt anerkendte beviser for vikingebosættelser i selve Finland, og Ålandsøerne havde sandsynligvis svenske bosættelser i vikingetiden. Imidlertid er der nogle forskere, der mener, at øgruppen var forladt i det 11. århundrede. Ud fra arkæologiske fund har man sluttet sig til, at kristendommen har fået fodfæste i det 11. århundrede i Finland. Ud fra de meget få skriftlige overleveringer var den kristne kirke fortsat i sin vorden i det 12. århundrede. Senere middelalderlige legender beskriver svenske forsøg på at erobre og kristne Finland på et tidspunkt i midten af 1150'erne. I begyndelsen af det 13. århundrede blev biskop Thomas den første biskop i Finland. Der var mange politiske magter, der forsøgte at komme til at herske over Finland. Det gjaldt ud over Sverige også Danmark, Republikken Novgorod og sandsynligvis også tyske tempelridderordener. Finnerne havde deres egne høvdinge, men højst sandsynligt ikke nogen central ledelse. I russiske optegnelser kan man finde beskrivelser af stridigheder mellem Novgorod og finske stammer fra 11. eller 12. århundrede og til begyndelsen af det 13. århundrede.
Navnet "Finland" blev oprindeligt kun brugt om den sydvestlige provins, som har været kendt som det "Egentlige Finland" siden det 18. århundrede. Österland var oprindeligt navnet på det østligste område under svensk herredømme, men så tidligt som i det 15. århundrede begyndte Finland at være synonymt med Österland. Opfattelsen af et finsk "land" opstod langsomt i perioden mellem 15. og 18. århundrede.
Det var den svenske regent Birger Jarl, der i forbindelse med det andet svenske korstog sikrede svensk herredømme over Finland. Korstoget dateres normalt til 1249 og havde som mål tavasterne, der havde aflagt den kristne tro igen. Novgorod havde magten over Karelen, som var det område, hvor der blev anvendt østfinske dialekter. Sverige skaffede sig imidlertid kontrollen over det vestlige Karelen efter det tredje svenske korstog i 1293, og fra det tidspunkt blev Vestkarelen regnet som et vestligt kulturområde, mens Østkarelen regnes for et russisk og ortodokst kulturområde. Den nordlige grænse mellem den katolske og den ortodokse kristendom kom dermed til at ligge ved den østlige grænse af det, der skulle blive Finland med Nöteborg-traktaten fra 1323.
I løbet af det 13. århundrede blev Finland integreret i den europæiske middelalderlige civilisation. Dominikanerordenen ankom til landet omkring 1249 og kom til at få stor indflydelse. De første dokumenter om finske studenter på Sorbonne stammer fra tidligt i det 14. århundrede. I den sydvestlige del af landet udviklede der sig efterhånden et bysamfund i Turku. Turku var en af de største byer i det svenske kongerige, og blandt befolkningen fandt man tyske købmænd og håndværkere. Ud over Turku var der meget få og små byer i Finland i middelalderen. Sydfinland og det langstrakte kystområde ved den Botniske Bugt havde en sparsom befolkning af bønder, der var samlet i sogne og omkring borge. I andre dele af landet boede der en lille samisk befolkningsgruppe, der ernærede sig ved jagt, fiskeri og små landbrug. Allerede inden den svenske magtovertagelse, men også i årtierne efter bosatte mange svenskere i de sydlige og nordvestlige dele af Finland, på Ålandsøerne og på øerne mellem Turku og Ålandsøerne. I de områder af landet blev svensk dominerende og tales i stort omfang endnu den dag i dag. På grund af det svenske overherredømme blev svensk endvidere den herskende klasses sprog også i andre dele af landet, og det havde højere status end finsk.
Bispestolen i Turku blev grundlagt i løbet af det 13. århundrede, og Turku Domkirke var centrum for en kult for sankt Henrik og det naturlige midtpunkt for bispestolen. Biskoppen havde den gejstlige myndighed over det meste af nutidens Finland og var i de fleste tilfælde den person i området med størst magt. Biskopperne var ofte finner, mens borgherrerne i højere grad var adelige fra Skandinavien eller Tyskland. I 1362 blev der indbudt finske repræsentanter til at deltage i valget af en ny svensk konge. Af den grund regner man ofte dette år for at markere indlemmelsen af Finland i det svenske kongedømme. På samme måde som i det øvrige af det svenske rige bestod lavadelen i Finland af magnater og frie bønder, der havde råd til militær udrustning af en mand og en hest. Disse fandtes fortrinsvis i det sydlige af landet.
Den stærke fæstning i Vyborg bevogtede Finlands østgrænse. Sverige og Novgorod undertegnede Nöteborg-traktaten i 1323, men den holdt ikke længe. For eksempel satte kong Magnus Eriksson i 1348 gang i et mislykket korstog mod de ortokse "hedninge", men opnåede kun at støde sine tilhængere fra sig og i den sidste ende at miste kronen. Stridens æble mellem Sverige og Novgorod var den nordlige kyst i den Botniske Bugt samt vildmarksområdet Savolax i Østfinland. Novgorod betragtede dette område som jagt- og fiskeriarealer for sine karelske undersåtter og protesterede over den snigende infiltrering af katolske nybyggere fra vest. Jævnlige plyndringstogter og sammenstød mellem svenskere og folk fra Novgorod fandt sted i slutningen af det 14. og i det 15. århundrede, men det meste af tiden herskede en lidt usikker fred. Der var desuden også indre uroligheder. I 1380'erne rasede en borgerkrig i Sverige, og den førte til uro også i Finland. Sejrherren i kampene var dronning Margrete 1. af Danmark, der samlede de tre skandinaviske kongedømmer, Danmark, Norge og Sverige under sit herredømme (Kalmarunionen) i 1389. De følgende omkring 130 år var præget af forsøg på at bryde ud af unionen af flere svenske grupper. Her var Finland undertiden indblandet, men i almindelighed ser det ud til, at det 15. århundrede var en rimeligt fremgangsrig tid i landet præget af befolkningsvækst og økonomisk udvikling. Mod århundredets slutning blev situationen ved den østlige grænse imidlertid mere anspændt. Storfyrstendømmet Moskva erobrede Novgorod og søgte at berede vejen til at samle Rusland, og snart opstod der konflikter med Sverige. I 1495-97 blev der udkæmpet en krig mellem Rusland og Sverige. Den befæstede by Vyborg modstod her en russisk belejring, og blev ifølge en samtidig legende reddet ved et mirakel.

## Bøndernes liv
Skønt den svenske konge indsatte sin guvernør som regent i Finland, fortsatte dagliglivet for landsbyboerne nogenlunde som hidtil, hvor de ordnede deres indbyrdes problemer i lokale "ting", der valgte en lokal lagmand til at sikre overholdelsen af normerne. Svenskerne brugte sognesystemet til at opkræve skatter. Sognet var dermed både en lokal, religiøs organisering og en retslig enhed, der administrerede kongens love. Tinget deltog i selve beskatningsprocessen, mens skatterne blev inddraget af sognefogeden, der var kongeligt udpeget.
I modsætning til det livegenskab, som man fandt i blandt andet Tyskland og Rusland, var bønderne i Finland typisk selvejende og ejede og kontrollerede en egen lille jordlod. Der fandtes ikke livegenskab, hvor bønderne var stavnsbundne og underlagt jordejere. I Finland (og i Sverige) udgjorde bønderne en af de fire stænder og var repræsenteret i parlamentet. I andre sammenhænge end politik blev bønderne dog betragtet som nederst på den sociale rangstige – kun lige over vagabonder. Klasserne oven over så ned på dem og betragtede bønderne som særligt tilbøjelige til at gå i druk eller dovenskab, som indspiste og ikke til at stole på samt ikke mindst æreløse og uden nationalfølelse. Denne foragt forsvandt i markant omfang i det 19. århundrede, hvor bønderne nu pludselig blev idealiseret som de ægte repræsentanter for finskhed og moral i modsætning til den svensktalende elite.
Bønderne var ikke passive; de var stolte af deres traditioner og holdt sammen og var klar til at kæmpe for at opretholde deres historiske rettigheder med udsigten til skattebyrder fra kongen eller nye krav fra den landbesiddende adel. Den store "Køllekrig" i den sydlige del af landet i 1596-97 angreb adelen og dens nye system med statslig feudalisme; denne blodige opstand havde paralleller til bondeopstande andre steder i Europa. Længere nordpå var der færre spændinger mellem adelen og bønderne og mere lighed mellem bønderne (på grund af en praksis med at opdele gårde mellem arvinge), de der beskæftigede sig med andre erhverv samt de få adelige. Ofte var de adelige og landbesidderne faderligt omsorgsfulde og hjælpsomme. Kronen stillede sig normalt på adelens side, men efter "restitueringen" i 1680'erne indstillede den adelens praksis med at afkræve arbejde af bønderne og indførte i stedet et skattesystem, hvorved kongelige bureaukrater opkrævede skatter direkte fra bønderne, der ikke brød sig om det nye effektive system. Fra begyndelsen af det 19. århundrede resulterede den hastigt stigende befolkning i betydeligt flere fattige husmandsfamilier og ubesiddende arbejdere samt en forarmelse af småbønderne.

## Det 16. århundrede
I 1521 brød Kalmarunionen sammen, og Gustav Vasa blev svensk konge. Under hans styre blev den svenske kirke reformeret (1527). Statsapparatet gennemgik store reformer og udviklinger, hvilket gav det et fastere greb om lokalsamfundenes liv – samt evnen til at opkræve højere skatter. Som et resultat af reformationen udgav Mikael Agricola, biskop i Turku, i 1551 sin oversættelse af Det Nye Testamente til finsk.
I 1550 blev Helsinki grundlagt af Gustav Vasa som Helsingfors, men byen forblev ikke mere end et lille fiskerleje de første par århundreder.
Gustav Vasa døde i 1560, og tronen blev givet til hans tre sønner efter tur. Kong Erik 14. indledte en tid med ekspansion, da den svenske krone i 1561 tog Talinn i Estland under sin protektion. Den livlandske krig markerede begyndelsen til en krigspræget periode, der varede i 160 år. I denne periodes begyndelse kæmpede Sverige om herredømmet over Estland og Letland med Danmark, Polen og Rusland. For almindelige folk i Finland betød det lidelser på grund af militærtjeneste, forhøjede skatter og mishandlinger fra soldaterne. Det førte til køllekrigen, der rasede i 1596-97, og hvor bønderne desperat gjorde oprør, som dog blev slået ned på brutal og blodig vis. Der blev sluttet fred med Rusland i 1595, hvorved grænsen mellem landene blev flyttet mod øst og nord, så at den nogenlunde svarede til den senere grænse.
En af de betydningsfulde udviklinger i det 16. århundrede var udvidelsen af det areal, som var beboet af bønderne. Kronen opmuntrede bønderne fra Savolax-provinsen til at bosætte sig i de vældige øde områder i det centrale Finland. Det havde sin virkning, men medførte også ofte en fordrivelse af den oprindelige samiske befolkning. Noget af det land, der således blev inddraget, var traditionelle jagt- og fiskeriområder for karelerne. I en periode af 1580'erne førte det til en blodig guerillalignende krig mellem de finske bosættere og de karelske jægere i visse områder, særligt i Österbotten.

## Det 17. århundrede – Sverige som stormagt
I 1611-32 blev Sverige regeret af Gustav Adolf, der formåede at udvikle den svenske hær fra en bondemilits til en effektiv kampmaskine, måske den bedste i Europa på sin tid. Erobringen af Livland var nu tilendebragt, og med freden i Stolbova fik svenskerne også tilføjet nogle territorier fra det splittede Rusland. I 1630 marcherede svenske (og finske) hære ind i Centraleuropa, idet Sverige havde besluttet at involvere sig i den store kamp mellem protestanter og katolikker i Tyskland kendt som Trediveårskrigen. Det finske lette kavaleri i den indsats blev kendt som hakkapeliiter.
Efter den westfalske fred i 1648 var det svenske empirium en af de mest magtfulde stater i Europa. I forbindelse med krigen skete der følgende vigtige reformer i Finland:
- I 1637-40 og 1648-54 fungerede grev Per Brahe den yngre som generalguvernør i Finland, og han satte gang i flere reformer og grundlagde en række byer. Hans administrationsperiode betragtes bredt som meget gavnlig for Finlands udvikling.
- I 1640 indviede dronning Kristina det første finske universitet, Akademiet i Åbo i Turku, som var blevet til på initiativ af Per Brahe.
- I 1642 blev hele Bibelen udgivet i en finsksproget udgave.

Imidlertid var den høje skattebyrde, de langvarige krige og det kolde klima (Den lille istid) med til at gøre stormagtstiden i Sverige til en dyster periode for de finske bønder. I 1655-60 rasede de nordiske krige og førte finske soldater til slagmarker i Livland, Polen og Danmark. I 1676 blev det politiske system i Sverige ændret til enevælde.
I Midt- og Østfinland blev der produceret store mængder tjære til eksport. De europæiske nationer havde brug for dette materiale til vedligeholdelse af deres flåder. Der findes historieteorier, der begrunder den bølge af heksejagt, der fandt sted mod slutningen af det 17. århundrede i Österbotten i den ånd af tidlig kapitalisme, der var knyttet til tjæreproduktionen i området. Forklaringen skulle være, at folk skruede forventningerne og fremtidsplanerne i vejret, og når de blev skuffede, var det bekvemt at skyde skylden på heksene. Dette havde forbindelse til den lutheranske tro, der var importeret fra Tyskland.
Det svenske empirium havde en koloni i den nye verden i det, der i moderne tider er Delaware og Pennsylvania, i perioden 1638-55. Mindst halvdelen af immigranterne her var af finsk oprindelse.
I det 17. århundrede herskede en streng ortodoks lutheranisme. I 1608 blev Moseloven erklæret som lov i landet i tillæg til de sekulære love. Enhver undersåt i riget var tvunget til at bekende sig til den lutherske tro, og det var obligatorisk at gå i kirke. Religiøse straffe var vidt udbredt. De strenge krav til rettroenhed kan ses i afskedigelsen af biskoppen af Turku, Johan Terserus, der skrev en katekismus, der blev erklæret kættersk i 1664 af teologerne ved Akademiet i Åbo. Omvendt førte det lutherske krav til individuelle studier af Bibelen til de første forsøg på at etablere almen undervisning. Kirken krævede, at hver enkelt person havde så megen lærdom, at han eller hun kunne læse de basale tekster i den lutheranske tro. Selv om dette krav kunne opfyldes ved at lære teksterne udenad, blev læsning snart mere udbredt i befolkningen.
I 1696-99 blev Finland ramt af en voldsom hungersnød, hvorunder omkring en tredjedel af landets befolkning omkom. Katastrofen skyldtes en kombination af tidlig frost, hvor de lave temperaturer forhindrede såsæden at komme til de finske havne, og manglende forståelse af situationens alvor fra den svenske regering. Få år senere begyndte den Store Nordiske Krig, der skulle komme til at få en afgørende betydning for Finlands fremtid.

## Det 18. århundrede – oplysningstiden
Den Store Nordiske Krig (1700-1721) var stærkt ødelæggende, da Sverige og Rusland kæmpede om magten over Østersøområdet, hvoraf den sidste del af krigen (1714-1721) på finsk jord også går under navnet den Store Vrede. Barske forhold med øget fattigdom og gentagne tilfælde af misvækst blandt bønderne stod i vejen for krigsindsatsen og førte til Sveriges nederlag. Finland var slagmark, hvor hærene hærgede på landjorden, og det fødte til hungersnød, epidemier, opbrud af de sociale strukturer samt tab af næsten halvdelen af Finlands befolkning. Ved krigens slutning i 1721 var der blot 250.000 indbyggere tilbage. Landbesidderne var tvunget til at betale højere lønninger til deres bønder. Som krigens vinder overtog Rusland ved freden i Nystad Gamle Finland (den sydøstlige del af landet), herunder Vyborg. Grænsen mellem Finland og Rusland kom nu til at ligge nogenlunde, som den gjorde efter anden verdenskrigs afslutning. Sveriges position som en europæisk stormagt var ovre, og Rusland var nu den førende magt i nord. Enevældet blev afviklet i Sverige. I den periode, der i Sverige kaldes Frihedstiden, var det Stænderrigsdagen, der regerede landet, og her var det Hattepartiet og Huepartiet, der kæmpede om magten, mens det mindre hofparti, der bestod af medlemmer med tæt tilknytning til kronen, ikke havde nogen videre indflydelse. Huepartiet gik ind for et fredeligt forhold til Rusland og fik støtte fra mange finner, mens andre finner håbede på hævn og støttede Hattepartiet.
Finlands befolkning var på dette tidspunkt skrumpet kraftigt ind og var på 427.000 i 1749. Men efter den store krig var der relativt fredeligt i Finland i det meste af det 18. århundrede, og befolkningstallet fordobledes inden 1800. 90 % af befolkningen var klassificeret som "bønder", for det meste selvejende skatteydere. Samfundet var inddelt i fire stænder: Bønder (selvejende), gejstligheden, adelen og borgere. Et mindretal, mest husmænd, var uden for stænderne og uden for politisk indflydelse. 45 % af den mandlige befolkning havde stemmeret og dermed fuld politisk indflydelse i den lovgivende forsamling – selv om gejstligheden, adelen og byboerne havde deres eget kammer i rigsdagen, hvilket gav dem større politisk indflydelse og udelukkede bønderne i udenrigspolitiske forhold.
Midten af det 18. århundrede var en relativ god tid, delvis fordi forholdene var mere fredelige. Imidlertid besatte russerne igen Finland i 1741-42 i en strid kendt under betegnelsen den Lille Vrede. Besættelsen af Finland kom, efter at regeringen, der på dette tidspunkt var domineret af Hattepartiet, havde gjort et håbløst forsøg på at genvinde de tabte territorier. Efter denne ufredsperiode mistede det svenske rige endnu mere land i Finland ved freden i Åbo, hvor grænsen mod Rusland blev flyttet yderligere mod vest. I samme periode søgte russerne at etablere et finsk kongerige, der dog aldrig for alvor blev til virkelighed.
Både det Russiske Kejserrige, der var på vej frem på den internationale politiske scene, og det førrevolutionære Frankrig bejlede til at få Sverige som klientstat. Rigsdagsmedlemmer og andre personer med politisk indflydelse var modtagelige for bestikkelse, som de gjorde deres bedste for at maksimere. Det politiske systems integritet og troværdighed dalede, og i 1771 iværksatte den unge, karismatiske kong Gustav 3. et statskup, afskaffede parlamentarismen og genindførte en udstrakt grad af magt til kongen, hvilket rigsdagen støttede halvhjertet. I 1788 indledte han en ny krig mod Rusland, men trods et par sejrrige slag gav krigen ikke det håbede resultat, men bragte blot forstyrrelser i den økonomiske situation i Finland. Kong Gustavs popularitet dalede betydeligt, og under krigen dannede en gruppe officerer det såkaldte Anjalaforbund, der krævede fredsforhandlinger, kongens afgang og genindførelse af stænderrigsdagen. I forlængelse af dette forbund konspirerede også en række finske officerer, der forsøgte at opnå finsk selvstændighed med russisk støtte. Efter i første omgang at være blevet taget på sengen af officererne genvandt Gustav kontrollen og knuste sine modstandere. I 1789 styrkede en ny grundlov yderligere kongens magt samtidig med, at den forbedrede bondestandens vilkår. Det ændrede dog ikke ved, at den igangværende krig måtte afsluttes uden opnåelse af territoriale udvidelser, og efterhånden blev den svenske konge opfattet som en tyran.
Når man ser bort fra krigsperioden 1788-90, var sidste del af det 18. århundrede en periode med udvikling i Finland. Udviklingen omfattede også forholdene for bønderne, fx med introduktionen af kartoffeldyrkning i 1750'erne. Blandt de nye tekniske og videnskabelige landvindinger, der blev introduceret, var også varmluftballonen, som første gang steg til vejrs i Finland (og i hele Sverige) i 1784 ved Oulu, blot et år efter dens opfindelse i Frankrig. Omfanget af handel steg, og bondestanden blev mere velstående og selvbevidste. Oplysningstidens friere adgang til debat om vigtige samfundsmæssige forhold som politik, religion og moral skulle snart komme til at pege på det forhold, at langt den største del af finnerne kun talte finsk, mens den store mængde af aviser, pamfletter og politiske opråb næsten udelukkende var skrevet på svensk – hvis de da ikke var skrevet på fransk.
De to perioder med russisk besættelse havde været barske og blev ikke så let glemt. Disse besættelser kom til at blive kimen til en opfattelse af at være anderledes, hvilket i snævre kredse blandt forskere og intellektuelle ved universitetet i Turku udviklede sig til en forståelse af en særlig finsk identitet, der repræsenterede den østlige del af det svensk-finske rige. Indflydelsen fra den nærtliggende, strålende russiske hovedstad, Sankt Petersborg, var også større i det sydlige Finland end i de øvrige dele af Sverige. Der opstod på tværs af grænsen kontakter, som ryddede den værste frygt af vejen for, hvad der kunne ske købmændene og de veluddannede under et eventuelt russisk herredømme. Ved tærsklen til det nye århundrede var de svensktalende og veluddannede klasser bestående af officerer, gejstlige og embedsmænd mentalt velforberedte på et loyalitetsskift til fordel for det stærke Russiske Kejserrige.
Kong Gustav 3. blev myrdet i 1792, og hans søn, Gustav 4. Adolf, der var mindreårig, overtog tronen, i første omgang med sin onkel som formynder. Hverken onklen eller Gustav viste sig som særligt stærke ledere, der magtede at styre riget helskindet gennem de farlige tider med den Franske Revolution og Napoleonskrigene.
De finske områder, der var kommet til at høre til Rusland ved fredsslutningerne i 1721 og 1743, kaldet "Gamle Finland", var fortsat styret efter de gamle svenske love – en praksis, der ikke var usædvanlig i det ekspanderende Rusland i det 18. århundrede. Men efterhånden begyndte de russiske herskere at tildele store landområder til deres ikke-finske støtter, hvorved de ignorerede den traditionelle ret til ejendomme samt bøndernes frihed i Gamle Finland. Der var endda eksempler på, at adelige straffede bønder fysisk, for eksempel ved prygl. Den generelle situation førte til økonomisk nedgang og dalende moral i Gamle Finland, hvilket blev yderligere forværret fra 1797, hvor der for området blev krævet, at de stillede med soldater til den kejserlige hær. Opførelsen af militære anlæg i området førte til, at tusindvis af ikke-finner flyttede dertil. Da russerne i 1812 erobrede hele Finland, kom Gamle Finland tilbage til moderlandet, men spørgsmålet om ejendomsretten til jorden forblev et væsentligt problem helt op til 1870'erne.

## Befolkningsudviklingen i Finland
1150: 20.000-40.000
1550: 300.000
1750: 428.000
1770: 561.000
1790: 706.000
1810: 863.000
1830: 1.372.000
1850: 1.637.000
1870: 1.769.000
1890: 2.380.000
1910: 2.943.000
1930: 3.463.000
1950: 4.030.000
1970: 4.598.000
1990: 4.977.000
2010: 5.375.000

## Russisk storfyrstendømme
I begyndelsen af det 19. århundrede kom Sverige og Rusland igen i krig med hinanden i det, der kendes som den finske krig (1808-09). Finland blev besat af zar Alexander 1., og 29. marts 1809 samledes repræsentanter for de fire stænder i en finsk landdag i Porvoo, hvor de besluttede at love zaren troskab. Da svenskerne endegyldigt tabte krigen senere samme år, blev et af resultaterne af den følgende fredsslutning, at Finland blev et selvstyrende storfyrstendømme i personalunion med det russiske imperium, hvor zaren var storfyrsten. I 1812 indlemmede Alexander også Gamle Finland i storfyrstendømmet. Under det russiske styre var der varierende grad af selvstyre i Finland. Der var perioder med censur og politisk forfølgelse, særligt i de sidste par årtier af det russiske overherredømme, der sluttede ved kejserrigets fald i 1917. Et vigtigt forhold, som finnerne fik lov til at beholde, i og med at den gamle svenske lovgivning forblev gældende, var bøndernes frihed, som stod i kontrast til livegenskabet i selve Rusland. I 1860'erne blev landdagen med de fire stænder genindført og fik lov til at lovgive om indre forhold.

### Økonomi
Før cirka 1860 havde udenlandske firmaer og godsejerne akkumuleret rigdomme, som var til rådighed for investeringer i erhvervslivet. Herefter liberaliserede regeringen de økonomiske love og begyndte at opføre anlæg til styrkelse af infrastrukturen som havne, jernbaner og telegraflinjer. Hjemmemarkedet var lille, men fra 1860'erne kom der en kraftig vækst i eksporten med basis i de store ressourcer af tømmer og en mobil arbejdskraft på landet. En begyndende industrialisering fra midten af det 19. århundrede tog fat med skovdrift, minedrift og maskinproduktion, hvilket lagde grunden til det moderne Finlands velstand. Fortsat var det dog landbruget, der beskæftigede størstedelen af arbejdskraften, hvilket fortsat var tilfældet helt indtil perioden lige efter anden verdenskrig.
De første industrier blev etableret i Helsinki. Alfred Kihlman (1825-1904) begyndte som luthersk præst og rektor for Helsinkis drengeskole, det svenske gymnasium. Han udviklede sig til en af periodens finansmænd og blev medlem af landdagen. I 1850'erne var der ikke for alvor præcedens for at rejse investeringsvillig kapital. Kihlman havde imidlertid mange forbindelser og fik overbevist forretningsfolk og kapitalejere til at investere i nye virksomheder. I 1869 tog han initiativ til et kommanditselskab, der stod bag to års aktiviteter rettet mod en udvikling, der førte til dannelsen af Nokia i 1871.
Efter 1890 stagnerede produktiviteten i industrien, fordi iværksætterne ikke var i stand til at følge med den teknologiske udvikling, der fandt sted i Storbritannien, Tyskland og USA. Men det tætte forhold til Rusland sikrede et marked for især maskiner.

### Nationalisme
Svensk havde især siden Finlands indlemmelse i Sveriges censtralstyre i det 16. og 17. århundrede været et vigtigt sprog i Finland, skønt det blot blev talt af cirka 15 % af den finske befolkning; betydningen af sproget stammede fra, at det i høj grad blev talt af over- og middelklassen, samt at det var det offentlige og private administrative sprog, og at det blev brugt i uddannelsessystemet og kulturlivet. Det var kun bønderne, der talte finsk. I løbet af det 19. århundrede ændrede sprogsituationen sig efterhånden, så finsk blev det dominerende sprog også på de områder, hvor man hidtil havde brugt svensk. Det skyldtes naturligvis til dels, at Finland ikke længere var en del af Sverige, og at russiske bureaukrater søgte at eliminere risikoen for en tilbagevenden til Sverige, men en voksende finsk nationalisme spillede også en væsentlig rolle i denne ændring.
I 1835 blev det finske nationalepos, Kalevala, udgivet. Der var tale om en samling traditionelle myter og legender, som er en del af folkemindet blandt karelerne (det finske russisk-ortodokse folk, der bebor regionen omkring Ladoga-søen i nutidens østlige Finland og nordvestlige Rusland). Kalevala satte gang i den nationalistiske bevægelse, der senere kom til at føre til Finlands løsrivelse fra Rusland. Den finske nationale vækkelse i midten af det 19. århundrede var et resultat af, at medlemmer af de hidtil svensktalende øvre samfundsklasser besluttede sig for at fremme finsk kultur og sprog som et led i en nationskabelse, hvor man søgte at skabe en enhed mellem alle indbyggere i Finland, herunder (og ikke mindst vigtigt) både de øvre klasser og bønderne.
Finsk fik plads som officielt sprog i administrationen i 1863, og i 1892 blev finsk omsider helt ligestillet med svensk i det finske samfund. Der skete dog ikke dermed et totalt skift, så finsk overtog positionen fra svensk, idet dette sprog fortsat var dominerende inden for kunst og kultur samt i erhvervslivet til op i 1920'erne.
Bevægelsen hen imod en finsk national stolthed samt en samtidig politisk og økonomisk udvikling mod mere liberalisme havde også etniske og klassemæssige dimensioner. Den nationalistiske bevægelse mod Rusland begyndte med den "fennomanske" bevægelse anført af den hegelske filosof Johan Vilhelm Snellman i 1830'erne. Snellman søgte at koble filosofien til sociale aktiviteter og rettede den finske nationalisme mod at etablere det finske sprog i skolerne, mens man fortsat holdt sig loyale over for zaren. Fennomanien udviklede sig til et politisk parti i 1860'erne.
Liberalismen var et centralt spørgsmål mellem 1860'erne og 1880'erne. Sprogdiskussionen bredte sig ind over både liberalismen og nationalismen og synliggjorde for nogle også en klassekonflikt, hvor bønderne satte sig op mod de konservative, svensktalende adelige og godsejere. Situationen kompliceredes yderligere af, at tilhængerne af finsk nationalisme blev splittet i to grupper, hvor de "gamle" gik ind for, at man ikke skulle gå på kompromis i sprogspørgsmålet, samt for konservativ nationalisme, mens de "unge" gik ind for løsrivelse fra Rusland. De ledende liberale var svensktalende intellektuelle, der gik ind for mere demokrati; de blev de radikale ledere efter 1880. De liberale stod for organiseringen af socialt demokrati, fagforeninger, landbrugskooperativer og kvindefrigørelse.

### Religion
Finnerne var lutheranere, og der var to træk, der skulle komme til at forme den moderne finske kirke. På den ene side var der den højkirkelige vægt på ritualer med rod i bøndernes traditionelle fællesskab, på den anden side førte Paavo Ruotsalainen (1777-1852) an i en ny pietisme med vægt på subjektivitet, vækkelse, personlig moral, aktiv medvirken af lægmænd og socialt ansvar. Pietismen appellerede især til den voksende middelklasse. En lov om gejstligheden fra 1869 kombinerede disse to træk.
De politiske og de lutherske ledere delte opfattelsen af den russiske ordokse kirke og den romerske katolicisme som trusler mod den nation, der var ved at danne sig. Modstanden mod ortodoksien blev brugt som et våben mod en russificering, mens modstanden mod katolicismen havde rødder langt tilbage i tiden. Antisemitisme var også en faktor, så loven om dissens fra 1889 hjalp kun nogle få protestantiske sekter til at blive ligestillet.

### Musik
Før 1790 hørte musik til i enten den lutherske tradition eller i folketraditionen. I 1790 dannede musikelskere Åbo Musikforening, som gav de første impulser til at støtte skabelsen af seriøs musik af finske komponister. I 1880'erne opstod nye institutioner som Helsinki Musikinstitut (siden 1939 kaldet Sibeliusakademiet), musikinstituttet ved Helsinki Universitet og Helsinki Filharmoniske Orkester, og de var med til at integrere Finland på den brede europæiske musikscene. Den klart mest indflydelsesrige komponist var Jean Sibelius (1865-1957), som komponerede næsten al sin musik før 1930. I april 1892 fik han uropført en ny symfoni, Kullervo, i Helsinki. Den havde indarbejdet digte fra Kalevala og blev fejret af kritikerne som ægte finsk musik.

### Kvinder
Kvinderne i over- og middelklassen i Finland førte an i etableringen af diakonissebevægelsen i Finland. Kvinderne varetog, koordineret med den lutherske kirke, lokalt velgørenhedsarbejde med at forbedre de barske levevilkår for de bønder, der forsøgte at tilpasse sig bylivet. Disse kvinder var også med til at sikre, at sygepleje blev opfattet som et respektabelt erhverv for kvinder. Deres indsats hjalp til med at nytænke det komplicerede forhold mellem privat velgørenhed og det traditionelle velfærdsarbejde, der blev udført af kirke og stat. Med deres ulønnede og frivillige arbejde og den vægt, de lagde på moderskab og opdragelse, bidrog de til den fasttømring af kønsrollerne, der blev bredt accepteret i det 20. århundrede.

### Russificering
Den russiske zar søgte at begrænse særstillingen for Storfyrstendømmet Finland, så at det i højere grad kunne blive politisk, militært og kulturelt integreret i kejserriget. Dette udmøntede sig i en russificeringspolitik (1899-1905 og 1908-1917), som betød en stærk undertrykkelse af finnerne, og som disse forsøgte at bekæmpe i form af passiv modstand og styrkelse af den finske kulturidentitet. Centralt blandt russificeringsbestemmelser var "Februarmanifestet fra 1899", som fastslog kejserrigets ret til at regere Finland uden om den lokale regering, samt "Sprogmanifestet fra 1900", som gjorde russisk til administrationssprog i Finland. Et tredje eksempel var værnepligtsloven fra 1901, der lagde den finske hær ind under den kejserlige hær og medførte, at de værnepligtige blev sendt bort til russiske kaserner til militæruddannelse.

#### Demokratiske forandringer
Efter Den Russiske Revolution 1905 og den efterfølgende finske generalstrejke blev den eksisterende stænderrigsdag med fire kamre erstattet af det enkamrede parlament (Eduskunta), der eksisterer i samme form i nutiden. Med det nye parlament så man for første gang i Europa generel stemme- og valgret, der også omfattede kvinderne. Kvinderne kunne også blive medlem af en stand, så arvet titel eller landejendom ikke længere var et nødvendigt krav. Valgretten rakte imidlertid ikke til kommunale valg, hvor man fik stemmer efter, hvor meget man betalte i skat. Dermed havde de rige flere stemmer, mens de fattige ingen havde. På kommunalt niveau blev dette først ændret til lige valgret i 1917, da der var opstået et venstreorienteret flertal i parlamentet.

### Emigration
Emigration til den nye verden fandt særligt sted i perioden 1890-1914, hvor mange unge mænd og nogle familier rejste til finske bosættelser i USA og Canada. De arbejdede typisk inden for skovbrug eller minedrift, og mange var enten aktive marxister eller aktive i den amerikanske gren af den finske lutherske kirke. I nutiden har omkring 700.000 indbyggere i USA og 110.000 i Canada finske rødder.
Emigrationstallene fordelt på udvalgte årtier ser således ud:
| 1880'erne: 26.000 1890'erne: 59.000 1900'erne: 159.000 1910'erne: 67.000 | 1920'erne: 73.000 1930'erne: 3.000 1940'erne: 7.000 1950'erne: 32.000 |

## Selvstændighed og borgerkrig
I dønningerne efter Februarrevolutionen i Rusland i 1917 fik Finland et nyt senat i form af en koalition, hvor magtbalancen var den samme som i parlamentet. Ved parlamentsvalget i 1916 havde Socialdemokraterne et lille flertal, og partiets leder, Oskari Tokoi blev premierminister. Det nye senat var parat til at samarbejde med den provisoriske regering i Rusland, men der blev ikke opnået enighed mellem parterne om det. I Finland anså man personalunionen med Rusland for at være ovre efter zarens fald, selv om finnerne de facto havde anerkendt den provisoriske regering som zarens afløser ved at anerkende dens autoritet i forbindelse med udnævnelsen af en ny generalguvernør og det nye senat. Finnerne forventede, at zarens autoritet ville blive overført til Finlands parlament, men det afviste den provisoriske regering i Rusland, idet den i stedet foreslog, at problemet skulle afgøres af Ruslands grundlovsgivende forsamling.
For de finske socialdemokrater så det ud til, at bourgeoisiet var en forhindring på Finlands vej til selvstændighed såvel som på proletariatets vej til magten. De ikke-socialistiske medlemmer af Tokois senat var imidlertid mere fortrøstningsfulde. Sammen med næsten alle ikke-socialistiske medlemmer af parlamentet gik de imod socialdemokraternes forslag om parlamentarisme for at være for vidtgående og provokerende. Forslaget, der begrænsede Ruslands indflydelse for finske indenrigspolitiske spørgsmål, men ikke anfægtede russernes ret til at føre udenrigs- eller militærpolitik, den såkaldte magtbeføjelseslov, blev vedtaget på grund af socialdemokraternes snævre flertal. For den russiske provisorieregering var denne lov dog alt for radikal, og den blev annulleret med henvisning til, at parlamentet havde overskredet sine beføjelser.
Mindretallet i parlamentet og i senatet var dermed tilfredse. Nye valg kunne tyde på en ny chance for at få flertal, hvilket de var sikre på ville forbedre mulighederne for at nå til en forståelse med Rusland. Ikke-socialisterne hældede også til samarbejde med den russiske provisorieregering, fordi de frygtede, at socialisterne fik mere magt og gennemførte radikale reformer som lige valgret ved lokale valg eller jordreform. Imidlertid havde det socialistiske flertal præcis den modsatte holdning: De accepterede ikke provisorieregeringens ret til at opløse parlamentet.
Socialdemokraterne holdt fast i magtbeføjelsesloven og gik imod en offentliggørelse af dekretet om opløsning af parlamentet, mens ikke-socialisterne gik ind for denne offentliggørelse. Striden om loven førte til, at socialdemokraterne forlod senatet. Da parlamentet mødtes igen efter sommerferien i august 1917, var det kun de grupper, der støttede loven, der var til stede. Russiske tropper overtog nu magten over bygningen, opløste parlamentet, og der blev udskrevet nyvalg. Valget gav et lille ikke-socialistisk flertal, og et rent ikke-socialistisk senat. Dermed blev loven om begrænsning af russisk indflydelse på finsk indenrigspolitik skrinlagt, og samarbejdet mellem de finske ikke-socialistiske styrker og det undertrykkende Rusland skabte stor bitterhed blandt socialisterne og medførte adskillige politisk motiverede angreb og mord.

### Selvstændighed
Oktoberrevolutionen i 1917 i Rusland vendte finsk politik rundt på en tallerken. Nu ønskede den nye ikke-socialistiske regering pludselig fuldstændig uafhængighed, mens socialisterne efterhånden kom til at betragte det sovjetiske Rusland som et eksempel til efterfølgelse. Den 15. november 1917 udstedte bolsjevikkerne en generel ret til selvbestemmelse, herunder ret til fuldstændig løsrivelse "for folkeslagene i Rusland". Selvsamme dag udstedte det finske parlament en erklæring, om at det foreløbig overtog magten i Finland.
Det ikke-socialistiske senat var bekymret over udviklingen i Rusland og i Finland, og det foreslog dernæst parlamentet at erklære Finland for selvstændigt, hvilket parlamentet vedtog 6. december samme år. Den 31. december udstedte den sovjetiske regering et dekret, der anerkendte Finlands selvstændighed, og 4. januar 1918 blev dette godkendt af den højeste sovjets centralkomité. Tyskland og de skandinaviske lande fulgte straks det sovjetiske eksempel.

### Borgerkrig
Efter 1917 fandtes der i Finland en dyb indre, social splittelse. De hvide var benævnelsen for de konservative og ikke-socialistiske dele af befolkningen og bestod af den svensktalende mellem- og overklasse, gårdejerne og bønderne, der dominerede i de to tredjedele af landet mod nord, mens de røde dækkede over socialister og kommunister, der først og fremmest bestod af byernes arbejdere og de ubesiddende landarbejdere, der gik imod kapitalismen.
Mellem januar og maj 1918 oplevede Finland en kort, men bitter borgerkrig. Krigen blev officielt indledt 27. januar ved to uafhængige begivenheder. Regeringen påbegyndte en afvæbning af de russiske styrker i Österbotten, og samtidig forsøgte socialdemokraterne at gennemføre et regeringskup. I begge tilfælde blev der affyret skud, og ved kupforsøget lykkedes det socialdemokraterne at få kontrol over det sydlige Finland og Helsinki, men den hidtidige højrefløjsregering (de hvide) fortsatte med at holde gang i et parlament i eksil i Vaasa. Denne situation satte gang i borgerkrigen. Første verdenskrig var stadig i gang, og de hvide fik støtte fra det Tyske Kejserrige, mens Sverige forholdt sig neutralt, og Rusland trak sine styrker tilbage. Dermed var vejen banet for sejr til de hvide. Efter krigen blev titusinder af røde og mistænkte sympatisører internerede i lejre, hvor tusinder døde ved henrettelse eller som følge af underernæring eller sygdom. I alt omkring 37.000 mennesker omkom i forbindelse med krigen.
De hvide med bønderne i spidsen kom nu til magten og sad på den op gennem 1920'erne og 1930'erne. Men samtidig var et indædt socialt og politiskt fjendskab blevet skabt mellem de røde og de hvide, og det vedblev at herske helt til efter vinterkrigen. Borgerkrigen samt aktivistiske ekspeditioner til Sovjetunionen betød desuden øgede spændinger i relation til den store nabo mod øst.

## Finland i mellemkrigstiden
Efter afslutningen af borgerkrigen besluttede parlamentet, der var kontrolleret af de hvide, at skabe et konstitutionelt monarki under navnet Kongeriget Finland med Frederik Karl af Hessen, en tysk prins, som konge. Imidlertid satte afslutningen af verdenskrigen og Tysklands nederlag i november 1918 en stopper for denne plan, og Finland blev i stedet en republik, der fik Kaarlo Juho Ståhlberg valgt som sin første præsident i 1919. Trods den bitre borgerkrig og de fortsatte spændinger mellem de hvide og de røde samt jævnlige trusler fra fascistiske bevægelser blev Finland hermed en fri demokratisk retsstat. I kontrast hertil begyndte nabolandet Estland under lignende omstændigheder, dog uden en borgerkrig, som et demokrati, men blev til et diktatur i 1934.

### Landbrugsreform og økonomi
I 1920'erne gennemførte Finland storstilede landbrugsreformer, der medførte opsplitning af de enorme godser, der hidtil havde tilhørt adelen, og salg af jordene til ambitiøse bønder. Det havde som bivirkning, at landmændene i stort omfang bakkede op om regeringen. Omkring 70 % af befolkningen var beskæftiget i landbruget og 10 % i industrien. De største eksportmarkeder var Storbritannien og Tyskland.

### Diplomati
Den nydannede republik stod snart over for en strid om Ålandsøerne, der i stort omfang var svensktalende og som søgte tilbageførsel til Sverige. Finland var imidlertid ikke til sinds at afgive øerne, der i stedet blev tilbudt en status som autonome. Dette tilbud passede ikke øernes indbyggere, og striden om Ålandsøerne blev sendt til afgørelse i Folkeforbundet. Her blev det bestemt, at Finland skulle beholde suveræniteten over øerne, der dog skulle gøres til en autonom provins. Det betød også, at Finland forpligtede sig til at sikre øernes beboere retten til at beholde svensk som sprog sammen med øernes traditionelle kultur og lokale traditioner. På samme tid blev der udfærdiget en international traktat, der sikrede Ålandsøerne status som neutrale, og at det ikke var tilladt at etablere militære anlæg eller have tropper på øerne.

### Alkoholforbud
Alkoholmisbrug havde en lang historie, især hvad angik ukontrolleret drikkeri og offentlig beruselse, hvilket blev kriminaliseret i 1733. I det 19. århundrede blev straffen herfor hårdere og hårdere, uden det dog afhjalp problemet. Efterhånden voksede en bevægelse, der gik ind for total afholdenhed, sig så stor, at alkoholforbruget blev halveret mellem 1880'erne og 1910'erne, hvilket medførte, at Finland havde det laveste alkoholforbrug i Europa. Fire forsøg på at lovgive om alkoholforbud i tiden under storfyrstendømmet var blevet afvist af zaren; da nu zaren var blevet væltet, vedtog Finland et sådant forbud i 1919. Det førte til øget smugleri, og sikringen af overholdelse af forbuddet var ikke særlig systematisk. Antallet af domfældelser for drukkenskab steg med 500 %, og vold og kriminalitet i almindelighed steg ligeledes. Den folkelige støtte til forbuddet gik ned, og der blev afholdt en folkeafstemning om loven, hvor 70 % stemte for afviklingen heraf, hvilket skete i begyndelsen af 1932.

### Politik
Et nationalistisk synspunkt, der havde været til stede siden borgerkrigen, udviklede sig til den protofascistiske Lappobevægelse i 1929. Indledningsvis fik den mange tilhængere blandt antikommunistiske finner, men efter det mislykkede Mäntsälä-kup i 1932, blev bevægelsen kendt ulovlig og lederne blev fængslet.

### Forhold til Sovjetunionen
I tiden efter borgerkrigen var der mange småepisoder langs grænsen mellem Finland og Sovjetunionen, som Aunus-ekspeditionen og Svinemytteriet. Forholdet mellem de to lande blev noget bedre, efter undertegnelsen af Tartutraktaten i 1920 fastsatte grænsen mellem landene, så den fulgte nogenlunde den historiske grænse, men gav Petsamo og områdets havne ved Barentshavet til Finland, hvorved landet kom til at ligge mellem Norge og Rusland.
Titusindvis af radikale finner, foruden fra Finland også fra USA og Canada, fulgte Stalins appel i 1923 til at danne en ny sovjet i Karelske Autonome Sovjetiske Socialist-Republik (Karelske ASSR), der var en del af Rusland. De fleste blev efterfølgende henrettet under forfølgelserne i 1930'erne.
Sovjetunionen begyndte at stramme sin politik over for Finland i 1930'erne, og den begrænsede finske handelsskibes mulighed for at sejle mellem Ladoga og Finske Bugt, inden den fuldstændigt lukkede for denne sejlads i 1937.

## Finland under 2. verdenskrig
Under anden verdenskrig kæmpede Finland mod Sovjetunionen to gange: Første gang i vinterkrigen 1939-40, efter at Sovjetunionen havde angrebet landet, som fik til resultat, at Finland mistede Finsk Karelen, og igen i fortsættelseskrigen i 1941-44 i kølvandet på operation Barbarossa, i hvilken Nazityskland invaderede Sovjetunionen. I begyndelsen af fortsættelseskrigen invaderede Finland med støtte fra tyskerne i en lynaktion Østkarelen, men i længden fik Sovjetunionen overtaget. Umiddelbart efter afslutningen på fortsættelseskrigen og våbenstilstanden i Moskva udkæmpede finnerne Laplandskrigen (1944-45) mod tyskerne med henblik på at drive dem ud af Nordfinland og tilbage til det tyskbesatte Norge.
I 1939 undertegnede Nazityskland og Sovjetunionen Molotov-Ribbentrop-pagten, hvor Finland og de baltiske stater blev defineret som tilhørende Sovjetunionens "interessesfære". Efter tyskernes invasion af Polen sendte Sovjetunionen et ultimatum til de baltiske lande med krav om at kunne opføre militærbaser på deres jord. De baltiske lande accepterede de sovjetiske krav og mistede deres selvstændighed i sommeren 1940. I oktober 1939 sendte Sovjetunionen et tilsvarende krav til Finland, men finnerne nægtede at stille landområder eller militærinstallationer til rådighed for den Røde Hær. Dette fik Sovjetunionen til at indlede en militærinvasion af Finland 30. november 1939. De sovjetiske ledere forudså, at Finland ville være erobret i løbet af et par uger, men skønt den Røde Hær var voldsomt overlegen i soldater, tanks, våben og fly, formåede finnerne at holde stand i tre en halv måned, og selv da de var næsten udmattede af kampen, kunne de sovjetiske tropper ikke få fuld kontrol over landet. Vinterkrigen endte 13. marts 1940 med fredstraktaten i Moskva, der blandt andet betød, at finnerne måtte afgive det Karelske Næs til Sovjetunionen. Vinterkrigen betød et stort prestigetab for Sovjetunionen, som ydermere blev ekskluderet af Folkeforbundet med baggrund i, at landets angreb på Finland ikke var retfærdiggjort. Finland opnåede på den anden side stor international goodwill og materiel hjælp fra mange lande under krigen.
Efter vinterkrigen var de finske soldater udmattede og havde brug for at komme sig samt at få støtte snarest muligt. Briterne afslog at hjælpe, men i efteråret 1940 tilbød Nazityskland våbenaftaler med Finland, hvis den finske regering ville tillade tyske tropper at drage gennem Finland til det besatte Norge. Finland accepterede dette, våbenaftalerne blev undertegnet, og i december 1940 begyndte de to lande et militært samarbejde.
Finlands støtte fra og samarbejde med Nazityskland begyndte i vinteren 1940-41 og betød langt mindre sympati fra andre lande over for den finske sag. Det blev ikke bedre med fortsættelseskrigen, hvor finnerne ikke alene bekæmpede sovjetiske tropper på egen jord, men også overskred grænsen til Sovjetunionen og både tog de mistede områder fra vinterkrigen tilbage og yderligere store dele af Karelen på baggrund af et irredentisk og nationalistisk ønske om at skabe et Stor-Finland at erobre Østkarelen, hvis indbyggere var kulturelt beslægtet med finnerne, men dog var russisk-ortodokse. Denne invasion fik Storbritannien til at erklære krig mod Finland 6. december 1941.
Det lykkedes for Finland at forsvare sit demokrati i modsætning til de fleste andre lande, der var under den sovjetiske indflydelsessfære, samt at undgå større tab i form af liv og ejendom. Landet blev imidlertid straffet hårdere end andre tyske allierede og måtte betale store reparationer samt genhuse en ottendedel af sine indbyggere efter at have mistet en ottendedel af sit landområde, herunder Østkarelen, et af landets industrielle kerneområder med den næststørste by Vyborg. Efter krigen flyttede Sovjetunionen en række folk fra mange forskellige dele af landet til Østkarelen.
Den finske regering tog ikke del i den systematiske udryddelse af jøder, selv om landet var allieret med Tyskland indtil 1944. Samlet set blev blot otte tyske jøder overgivet til de tyske myndigheder.
Under og mellem de to krige blev omkring 80.000 finske krigsbørn evakueret og sendt udenlands: 5 % kom til Norge, 10 % til Danmark og resten til Sverige. De fleste af disse finnebørn vendte tilbage til landet i 1948, men 15-20 % forblev i det land, de var evakueret til.
Våbenstilstanden i Moskva blev underskrevet mellem Finland på den ene side og Sovjetunionen og Storbritannien på den anden side 19. september 1944 som afslutning på fortsættelseskrigen. En af betingelserne i aftalen var, at Finland skulle drive tyske tropper ud af sit territorium, hvilket førte til Laplandskrigen 1944-45.
I 1947 afslog Finland modstræbende Marshall-hjælp fra USA for at bevare et godt forhold til Sovjetunionen og sikre selvstændigheden. Ikke desto mindre gav USA i hemmelighed udviklingshjælp og økonomisk støtte til det ikke-kommunistiske Socialdemokrati. Nye handelsmuligheder med vestmagter som Storbritannien og reparationerne i Sovjetunionen blev derudover baggrunden for Finlands udvikling fra overvejende at være et landbrugsland til at blive en industrination. Efter at reparationerne var blevet gennemført, fortsatte Finland med at samarbejdet med Sovjetunionen i form af bilateral handel.
Finlands rolle i anden verdenskrig var på mange måder underlig. Først forsøgte Sovjetunionen at invadere landet i 1939-40. Men selv med stor overlegenhed i militær forstand var landet ikke i stand til endegyldigt at erobre den lille nabostat. I slutningen af 1940 begyndte så det tysk-finske samarbejde i en form, der var et særsyn blandt aksemagterne. Finland underskrev Antikominternpagten, som gjorde Finland til allieret med Tyskland i kampen mod Sovjetunionen. Men ulig alle øvrige aksemagter underskrev Finland aldrig Tremagtspagten, så derfor var Finland aldrig de jure en aksestat.
Ved Teherankonferencen i 1942 var De Allierede enedes om, at Finland kæmpede en separat kamp mod Sovjetunionen, og at landet ikke på nogen måde var fjendtligt mod de vestlige allierede. Sovjetunionen var det eneste af de allierede stater, som Finland havde foretaget militære operationer mod. I modsætning til de øvrige aksemagter forblev Finland et parlamentarisk demokrati i perioden 1939-45. Lederen af de finske styrker under vinterkrigen og fortsættelseskrigen, Carl Gustaf Mannerheim, blev efter krigen Finlands præsident. Finland undertegnede en separat fredsaftale med Sovjetunionen 19. september 1944 og blev det eneste europæiske land (sammen med Norge), der grænsede op til Sovjetunionen og beholdt sin frihed efter krigen.

## Efterkrigstiden

### Neutralitet under den kolde krig
Finland bevarede en demokratisk forfatning og en fri økonomi under perioden med den kolde krig. Godt nok indgik landet aftaler med Sovjetunionen i 1947 og 1948, der indeholdt forpligtelser og begrænsninger for landet sammen med afgivelse af territorier. Begge disse aftaler har Finland ophævet efter Sovjetunionens opløsning i 1991, idet man dog har afstået fra at ændre på grænserne. Skønt naboskabet til det store Sovjetunionen nogen gange gav sig udslag i særlig forsigtighed i udenrigspolitikken (hvilket har givet anledning til ordet "finlandisering", der bruges i bredere sammenhænge), opbyggede Finland samtidig et tæt samarbejde med de øvrige nordiske lande og holdt sig neutralt i supermagternes politiske spil.
I 1952 oprettede Nordisk Råd en pasunion, der tillader indbyggerne i de nordiske lande at krydse de indbyrdes grænser uden pas, og snart efter udvidedes samarbejdet til også at lade de nordiske folk arbejde samt opnå sociale ydelser i de øvrige lande. Mange finner benyttede sig af denne mulighed til at sikre sig bedre betalte job især i Sverige i 1950'erne og 1960'erne og udgjorde derved størstedelen af den første indvandringsbølge i Sverige i efterkrigstiden. Selv om de finske lønninger og levestandarden ikke kunne konkurrere med det rige Sverige før i 1970'erne, blev Finlands økonomi markant forbedret oven på anden verdenskrigs slagmarker, hvilket medførte opbygningen af en ny nordisk velfærdsstat.
Trods medvirken i pasunionen sammen med Danmark, Sverige, Norge og Island kom Finland ikke med i Nordisk Råd før 1955 på grund af sovjetisk frygt for, at landet ville blive for tæt knyttet til Vesten. På den tid opfattede Sovjetunionen Nordisk Råd som en del af NATO, som Danmark, Norge og Island var med i. Samme år blev Finland medlem af de Forenede Nationer, hvor landet hidtil kun havde været tilknyttet nogle af FN's specialorganisationer. En anden bemærkelsesværdig hændelse i 1955 var, at Sovjetunionen besluttede at give Finland Porkkala-halvøen tilbage; denne havde udlejet til Sovjetunionen i 50 år fra 1948 til brug for en sovjetisk militærbase, hvilket til en vis grad bragte Finlands suverænitet og neutralitet i fare.
Finland blev i 1961 associeret medlem af EFTA og fuldgyldigt medlem i 1986. Landet opnåede også handelsaftaler med både EF og Østblokken. Den første konference om sikkerhed og samarbejde i Europa (CSCE), der førte til oprettelsen af OSCE, blev afholdt i Finland i 1972 og 1973. CSCE blev i Finland generelt betragtet som et muligt middel til at mindske spændingerne under den kolde krig samt en personlig triumf for præsident Urho Kekkonen.
Idet landet officielt var erklæret neutralt, lå det reelt i en gråzone mellem Vesten og Sovjetunionen. Den finsk-sovjetiske traktat fra 1948 gav Sovjetunionen en vis indflydelse på finsk indenrigspolitik. Alligevel holdt Finland fast i kapitalismen i modsætning til næsten alle andre lande, der grænsede op til Sovjetunionen, så ejendomsretten var et grundvilkår. Mens nationaliseringskomiteer blev dannet i fx Frankrig og Storbritannien, undgik Finland nationaliseringer. Efter uden held at have forsøgt sig med protektionisme i 1950'erne løsnede Finland på restriktionerne og fik en frihandelsaftale med EF i 1973, hvorved landets markeder blev mere konkurrencedygtige. De lokale uddannelsesmuligheder øgedes, samtidig med at et stigende antal finner drog udenlands for at studere i USA og andre vestlige lande, hvorpå de bragte avanceret viden med sig hjem. Det var ganske almindeligt med samarbejde om kredit og investeringer mellem staten og virksomheder, hvilket der ganske vist var en vis mistro omkring. Der var mange former for støtte til kapitalismen. Indlånsrenterne holdt sig blandt de højeste i verden, omkring 8 %, indtil 1980'erne. I begyndelsen af 1970'erne nåede Finlands BNI på niveau med Japan og Storbritanniens. Finlands økonomiske udvikling delte mange træk med de eksportbaserede asiatiske lande.

### Samfundet og velfærdsstaten
Før 1940 var Finland et fattigt land med land- og byarbejdere og frie bønder. Der fandtes en lille middelklasse, der mest var beskæftiget som embedsmænd eller i mindre virksomheder. Så sent som i 1950 var halvdelen af arbejderne ansat på landet, mens blot en tredjedel levede i byerne. De nye job inden for produktion, service og handel trak snart folk til byerne. Det gennemsnitlige antal børn pr. kvinde faldt fra babyboomet med en top på 3,5 i 1947 til 1,5 i 1973. Da børnene fra de store generationer, kunne økonomien ikke generere tilstrækkeligt med job hurtigt nok, og hundredtusinder udvandrede til det mere industrialiserede Sverige, hvor udvandringen toppede i 1969 og 1970; i nutidens Sverige er der omkring 4,7 % finsktalende i Sverige. I 1952 bragte de olympiske lege mange gæster fra hele verden til landet, og legene fungerede som landets hidtil mest lysende eksempel på placeringen på den internationale scene.
I 1990'erne var der næsten ikke længere landarbejdere tilbage i Finland, så der på landet kun var mindre gårde tilbage. Ved årtusindskiftet omfattede den sociale struktur en politisk aktiv arbejderklasse, en middelklasse bestående af primært af kontorfolk samt en øverste gruppe bestående af ledere, iværksættere og højtuddannede. Der var ikke høje hegn mellem disse grupper. Blandt årsagerne til ændringerne er massekulturens forøgelse, internationale standarder, social mobilitet samt accept af demokrati og lighed, hvilket er noget af det, der kendetegner en velfærdsstat.
Det gavmilde system af velfærdsgoder kom frem efter en lang proces med debat, forhandlinger og manøvrer mellem effektivitetsorienterede fremskridtsvenlige folk på den ene side og socialdemokraterne og fagforeningerne på den anden. Obligatoriske pensioner forsikrer ældre og handicappede med midler, der primært betales af arbejdstagerne. Staten betaler ved arbejdsløshed, barsel, yder familietilskud og betaler for daginstitutioner. Sygesikring dækker næsten alle udgifter til ambulant behandling, og en national sundhedslov fra 1972 gjorde det obligatorisk for alle lokalsamfund at etablere gratis sundhedscentre. Der har været tilbageslag i de tidlige 1990'ere, men de blev søgt jævnt fordelt, så de gik ud over færrest muligt af vælgerne.

### Økonomi
Efterkrigstiden var en periode med stor økonomisk vækst og stigende social og politisk stabilitet i Finland. De fem årtier efter krigen bragte Finland fra at være et krigshærget landbrugssamfund over til at være et af de teknologisk mest avancerede lande i verden med en avanceret markedsøkonomi og en høj levestandard.
I 1991 blev landet ramt af en depression skabt af en økonomisk overophedning, fast valutakurs, generel depression i Vesten, Sovjetunionen og det lokale marked. Aktiemarkedet og huspriser faldt med 50 %. Væksten i 1980'erne blev bygget på lån, og misligholdelserne af disse lån begyndte at gribe om sig. BNI faldt med 15 %, og arbejdsløsheden steg fra praktisk taget fuld beskæftigelse til en femtedel af arbejdsstyrken. Krisen blev forstærket af modstanden mod nogen former for reformer, som fagforeningerne indledningsvis forlangte. Politikerne kæmpede for at skære ned på udgifterne, og den offentlige gæld steg til 60 % af BNI. Omkring 7-8 % af BNI blev brugt på at redde banker i problemer og tvinge finanssektoren til at konsolidere. Efter en devaluering nåede den økonomiske situation bunden i 1993.

## Nyeste historie
Siden krisen i begyndelsen af 1990'erne har Finland haft et af de højeste BNI-stigninger inden for OECD-landene, og landet har ligget helt i toppen på en række lister over præstationer i verdens lande.
Op til 1991 var præsident Mauno Koivisto og to af de tre største partier, Centerpartiet og Socialdemokratiet, imod optagelse i EU og foretrak i stedet at komme med i EØS. Imidlertid ændrede situationen sig med Sovjetunionens opløsning og Sveriges ansøgning om optagelse i EU, hvorpå Finland besluttede sig for at søge om optagelse i EU i marts 1992. Debatten om optagelse var meget lidenskabelig og fulgte ikke partilinjerne. Officielt gik de tre store partier alle ind for medlemskabet, men der var medlemmer af alle disse partier, der anbefalede et nej. Inden parlamentets beslutning om optagelse i EU blev der afholdt en folkeafstemning om spørgsmålet 16. april 1994, og her stemte 56,9 % for optagelse. Optagelsesprocessen sluttede 1. januar 1995, hvor Finland sammen med Østrig og Sverige blev medlem af EU. Arbejdet med at få landet ind i EU regnes for en af de største sejre for den centrum-konservative regering under ledelse af Esko Aho, der var statsminister på det tidspunkt.
EU-medlemskabet betød store ændringer i den økonomiske politik. Tidligere var politikerne involveret i fastsættelsen af den centrale rente, men nu fik centralbanken et mandat til at bestemme denne, indtil Finland kom ind i Eurozonen. Under statsminister Paavo Lipponens to valgperioder 1995-2003 blev flere store statslige virksomheder helt eller delvist privatiseret. Matti Vanhanens regering, der overtog herefter, fulgte samme spor indtil 2008, hvor staten overtog en stor aktieandel i den finske telekommunikationsvirksomhed Elisa for at sikre finsk ejerskab af et strategisk vigtigt område.
I tillæg til landets hastige integration i EU er sikkerheden mod russisk indflydelse blevet øget med opbygningen af et fuldt NATO-lignende militær. 1000 mand herfra (et relativt højt antal i forhold til indbyggertallet) er konstant afsat til NATO og FN-operationer. Finland har bremset energiprojekter, der har øget behovet for import fra Rusland. Samtidig er Finland forblevet et af de få tilbageværende lande i Europa, der ikke er medlem af NATO, og der ser ikke ud til at kunne blive flertal for at ændre det, med mindre Sverige også optages i organisationen.
I disse år bliver Finlands befolkning ældre og ældre, hvilket blandt andet skyldes en årlig fødselsrate på 10,42 fødsler pr. 1000 indbyggere. Med en gennemsnitsalder på 42,5 har Finland en af verdens ældste befolkninger.